# Хосе Мануел Пандо
Хосе Мануел Иносенсио Пандо Соларес (на испански: José Manuel Inocencio Pando Solares) е боливийски военен лекар, пътешественик-изследовател, политик. Той е 25-ият президент на Боливия (25 октомври 1899 – 14 август 1904).

## Ранни години (1849 – 1880)
Роден е на 27 декември 1848 година в Лурибей, департамент Ла Пас, Боливия. Завършва медицина, става военен лекар и участва във войната с Чили през 1879 – 1880. По време на пребиваването му в армията завършва топографски курсове и участва в изработването на военни топографски карти. През 1880 се присъединява към либералната партия на Елиодор Камачо и през 1894 става неин лидер.

## Изследователска дейност (1880 – 1897)
След като във войната с Чили, Боливия загубва излаза си на Тихия океан, Пандо започва да търси речен изход към Амазонка чрез речните системи на Пурус и Мадейра. Особено важна е безпрепятствената връзка с Амазонка за новооткритите каучуконосни райони на Боливия и Перу. В същото време границите на тези две държави с Бразилия са все още неуточнени, и огромна територия в горните течения на Журуа и Пурус и голяма част от басейните на Мадре де Диос и Бени са предмет на ожесточени спорове между съседните републики.
През 1892 – 1893 ръководи топографските заснемания в горния басейн на река Мадре де Диос, като детайлно картира и изследва десните ѝ притоци реките Инамбари и Тампобата. Двете водят началото си в Централните Анди, на север от езерото Титикака, текът на север почти паралелно и недалеч едно от друга. През 1893 подобни изследвания прави на реките Акри (десен приток на Пурус) и Пурус (3200 км, десен приток на Амазонка).
През 1894 Пандо придвижва хидрографските и топографските изследвания далеч на север от безспорната боливийска територия, като изследва част от теченията на реките Журуа (3280 км) и Жавари (1056 км, десни притоци на Амазонка). През 1897 продължава изследванията и картиранията в горния басейн на река Мадре де Диос.
През 1898 в Ла Пас излиза от печат книгата му „Exploración al Inambari“, в която живо и увлекателно разказва за изследванията извършени от него и сътрудниците му по реките Инамбари и Тампобата.

## Политическа кариера (1896 – 1917)
От 1896 до 1899 Пандо е народен представител в Парламента от провинция Чукисака (Chuquisaca). През 1898 Пандо в качеството си на лидер на либералната партия обявява град Ла Пас за нова столица на Боливия, в резултат на което избухва гражданска война. На проведените избори през 1899 Пандо е избран за президент на Боливия и заема този пост от 25 октомври 1899 до 14 август 1904. По време на мандата си Пандо спира гражданската война и официално обявява Ла Пас за столица на Боливия, в която се намират всички административни служби, а Сукре – за официално-представителна. Обявява програма за образование на индианците, свободно изповядване на религия, признаване на гражданските бракове.
През 1903 Боливия води война с Бразилия, в която война Боливия губи значителни територии на север и изток, главно безлюдни, но в същото време тези загуби се оказват пагубни за имиджа на Пандо.
След свалянето му от власт продължава борбата с другите партии, но на 17 юни 1917 е убит недалеч от Ла Пас.

## Памет
Негово име носи провинция Хосе Мануел Пандо, в департамента Ла Пас, Боливия.